# Кудрявцев, Николай Александрович (писатель)
Николай Александрович Кудрявцев (псевдоним — Дубняк, 16 февраля 1901, село Лысково, Нижегородская губерния — 1 февраля 1944, погиб на фронте) — советский писатель. Делегат Первого съезда советских писателей, член Союза писателей СССР. Участник Великой Отечественной войны.

## Жизнь и творчество
Родился Николай Кудрявцев 16 февраля 1901 года в селе Лысково Нижегородской губернии. Окончил Московский плановый институт, работал в Сибири на заводах и стройках. Николай Александрович был заместителем главного редактора журнала «Сибирские огни», работал редактором краевой газеты «Сельская правда». Литературной деятельностью занимался ещё до начала Великой Отечественной войны. Много лет работал в журнале «Сибирские огни», в котором опубликовал свои произведения. Его первая книга «Тяга времени», в которую вошли «производственные» произведения, была опубликована в 1934 году, в Новосибирске. Является автором произведений «Штукатуры», «Трубоуклады», «Болты». Николай Кудрявцев писал книги и для детей, был детским писателем.
Николай Александрович Кудрявцев — участник Первого съезда советских писателей, является членом Союза писателей СССР.
При жизни писателя Николая Александровича Кудрявцева были опубликованы произведения в журнале «Сибирские огни» «Зелёная топь» (1926 № 4), «Трубоуклады» (1934), «Два романа» (1934), «Друзья» (1937), «Легенда о партизане Стасюке» (1937), «Как село Маромыш с царем воевало» (1938), «Записки агитатора» (1938), «Я. М. Свердлов в нарымской ссылке (1940)», «Зимой» (1940), «Заметки об исторических очерках К. Урманова» (1940), «Присяга» (1940), «После фронта» (1941), «В походе» (1941), «Из фашистского плена» (1943).
В начале Великой Отечественной войны писатель Н. А. Кудрявцев уходит добровольцем на фронт, в районе Вязьмы попал в окружение, был в плену, затем бежал из фашистского плена, вернулся в часть. О пережитом в немецком плену, Николай Кудрявцев написал очерк «Из фашистского плена», который был опубликован в журнале «Сибирские огни» в 1943 году. Имеет воинское звание — старший политрук.
Николай Александрович Кудрявцев погиб на фронте 1 февраля 1944 года.